# Залізний хрест УНР

Залізний Хрест (аверс)

Залізний Хрест (реверс)

Відзнака «Залізний хрест» — одна з нагород часів української визвольної війни 1917—1921 років. Водночас — це єдина бойова відзнака Армії УНР. Її повна назва: «Залізний хрест за зимовий похід і бої».
Цією відзнакою нагороджували вояків армії Української Народної Республіки, які брали участь в Першому зимовому поході. Відзначені іменувалися «Лицарями Ордена Залізного Хреста».

## Перший випуск
Після Зимового походу Рада Народних Міністрів УНР підготувала законопроєкт про нагородження всіх учасників походу спеціальними відзнаками. Однак розроблені проєкти статутів ордена «Визволення» та Залізного Хреста «За Зимовий похід і бої (6 грудня 1919 р. — 6 травня 1920 р.)» пролежали без руху у військовому міністерстві аж до жовтневих боїв 1920 р. З огляду на те, що передбачалось негайно розпочати нагородження бойовими орденами, Головний отаман військ УНР С. Петлюра затвердив статути ордена «Визволення» двох ступенів та відзнаки Залізний Хрест (статусу ордена він не отримав). Статути цих двох нагород за власноручним підписом С. Петлюри зберігаються у фондах Центрального державного архіву вищих органів влади України. 19 жовтня 1920 в Кам'янці-Подільському видрукувано наказ Головної команди військ УНР № 083 про встановлення в Українській республіканській армії ордену Визволення I і II ступенів та відзнаки Залізного Хреста. Відзнакою Залізного Хреста нагороджувалися лише учасники походу з 6 грудня 1919 р. по 6 травня 1920 р. Військове свято відзнаки Залізного Хреста ухвалено відзначати 6 грудня.
Затверджено нагороду було наказом Головної команди Війська і Флоту УНР від 19 жовтня 1920 року за підписом Симона Петлюри. Нагородження розпочалося в кінці 1920 року. Того ж дня був виданий відповідний наказ Головної Команди військ УНР.
4 лютого 1921 року на засіданні армійської ради «Залізного Хреста» було висловлено побажання, щоб командарм М. Омелянович-Павленко просив Головного отамана Симона Петлюру про перейменування нагороди з відзнаки на орден. Однак зміни статусу нагороди не відбулося.
Відзнаку під № 1 одержав генерал Михайло Омелянович-Павленко, № 2 — начальник штабу походу генерал Юрій Тютюнник та № 3 — командир 2-ї Волинської дивізії генерал Олександр Загродський. Питання про нагородження Симона Петлюри відзнакою Залізного Хреста позитивно вирішив Перший з'їзд Великої Ради Залізного Хреста, що відбувся у Калішському таборі 27 — 28 квітня 1921 року на терені Польщі. Всього нагороджених було близько 3-4 тисяч вояків Армії УНР. Нагороди виготовили в березні-квітні 1921 року у Варшаві, а у Львові — жовто-блакитні муарові стрічки.

## Опис

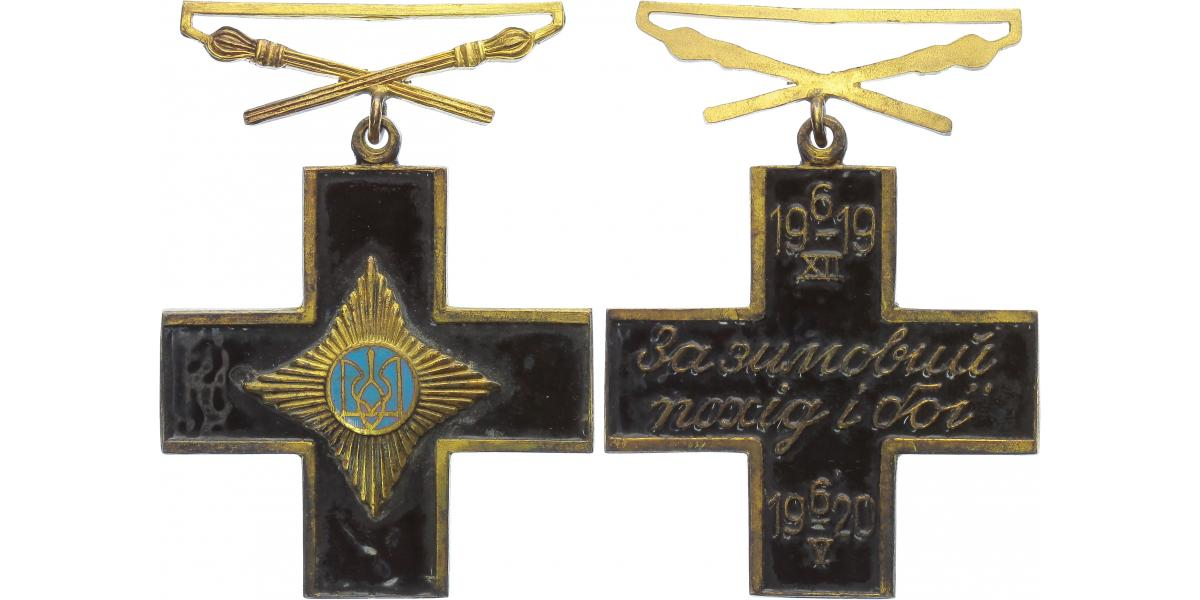
Залізний Хрест (другий випуск)

Залізний хрест досить простий, прямокутний чорної фарби, з мідними облямівками всередині — чотирипроменева, жовтого металу зірка, на яку покладено блакитне коло із тризубом в ньому, на звороті напис: «За зимовий похід», потім — дата і номер. Перший випуск був у досить обмеженій кількості, а наступний — масовий тираж, 5 тисяч, відрізнявся тим, що зірка була декорована променями. Потім, значно пізніше був ще третій випуск, додатковий.
Ширина стрічки — (перевиданої) — 35 мм, з трьома синіми смужками на жовтому тлі. Тризуб у гладенькій зірці без «променів». Оригінальна стрічка на підставі правильника мала бути 30 мм ширини з трьома синіми та трьома жовтими смужками. Оригінальна грамота видана у Варшаві 1920 року, — перевидана в С. Ш. А. у зменшеному розмірі.

## Другий випуск
Офіційна назва — Орден (лицарів) Залізного хреста армії Української народної республіки.
Голова Української Національної Ради Іван Багряний затвердив 8.3.1958 року новий статут Ордену Залізного Хреста. Тепер статус нагороди було змінено з відзнаки на орден.
Голова Президії Орденської Ради — генерал-полковник Олександр Загродський (10.4.1889 — 4.8.1968), командир Волинської Дивізії.
На другому повоєнному випуску попереднього хреста, призначеного для учасників Першого Зимового Походу, зірка з «променями». Виміри великого хреста 43 мм х 43 мм. Ширина стрічки — 35 мм. Виміри мініатюри — 17 мм х 17 мм зі стрічкою 12 мм ширини. Напис на зворотній стороні: «6.12.1919 — За зимовий похід і бої — 6.5.1920».
Існує також мініатюра без напису на зворотній стороні.

## Подальше використання
Залізний хрест є символом 28-ї окремої моторизованої бригади імені Лицарів Зимового походу.